# کوییریکو برناکی
کوییریکو برناکی (ایتالیایی: Quirico Bernacchi; ۳۱ اوت ۱۹۱۴ – ۲۹ مارس ۲۰۰۶) دوچرخه‌سوار اهل ایتالیا بود.